# Dansk Melodi Grand Prix 2024
Der 54. Dansk Melodi Grand Prix fand am 17. Februar 2024 im DR Koncerthuset in Kopenhagen statt und diente als dänischer Vorentscheid für den Eurovision Song Contest 2024 in Malmö (Schweden). SABA gewann den Wettbewerb mit Sand.

## Format

### Konzept
Am 26. August 2022 bestätigte Danmarks Radio (DR), dass man am Eurovision Song Contest 2024 teilnehmen werde und der Dansk Melodi Grand Prix erneut als Vorentscheid genutzt werde. Am 28. September 2023 wurde bekanntgegeben, dass die Jury, welche im Finale abstimmt, vergrößert werden und um nationale wie internationale Musikexperten erweitert werden soll.

### Beitragswahl
Zwischen dem 31. August und dem 27. Oktober 2023 war es interessierten Künstlern möglich, potenzielle Beiträge via der offiziellen Website des DR einzureichen. Voraussetzung war, dass mindestens einer der Beteiligten dänischer Staatsbürger ist oder eine enge Verbindung zu Dänemark hat. Auch Teilnehmer von den Färöern oder Grönland waren eingeladen, sich zu bewerben. Zudem stellte DR neben den eingereichten Beiträgen auch selbst Beiträge aus der dänischen Musikszene zusammen. Aus diesen Beiträgen wählte eine professionelle Jury die acht Finalisten aus.

### Austragungsort
Am 28. September 2023 gab DR bekannt, dass der Wettbewerb im DR Koncerthuset in Kopenhagen stattfinden werde. Damit fand zum ersten Mal seit 2021 und zum insgesamt 21. Mal der Dansk Melodi Grand Prix in Kopenhagen statt. Das Koncerthuset war erstmals Austragungsort.

### Moderation
Am 27. November 2023 wurden Stépanhie Surrugue und Sara Bro als Moderatorinnen der Veranstaltung präsentiert.

## Teilnehmer
Die Teilnehmer wurden drei Wochen vor dem Finale, am 25. Januar, präsentiert.

## Finale
Das Finale fand am 17. Februar 2024 im DR Koncerthuset in Kopenhagen statt. Zum ersten Mal fand hier der Dansk Melodi Grand Prix statt. Die drei besten Interpreten aus einem Jury- und Televoting qualifizierten sich für das Superfinale. 
| Platz | Startnr. | Interpret    | Lied Musik (M) und Text (T) | Sprache  | Übersetzung (inoffiziell)       |
| ----- | -------- | ------------ | --- | -------- | ------------------------------- |
| 1.–3. | 1        | SABA         | Sand M/T: Melanie Wehbe, Jonas Thander, Pil Kalinka Jeppesen                                                                   | Englisch | Sand                            |
| 1.–3. | 4        | Basim        | Johnny M/T: Basim, Frederik Nordsø, Frej Randrup Lund, Erika Charlotte Martinez Vest                                           | Englisch | –                               |
| 1.–3. | 7        | Janus Wiberg | I Need Your Love M/T: Janus Wiberg, Nick Tsang, Søren Balsner, Símun Dam, Danny Baldursson, Marius Ziska                       | Englisch | Ich brauche deine Liebe         |
| 4.–8. | 2        | Stella       | Sign Here M/T: Stella, Tim Schou, Søren Christensen                                                                            | Englisch | Hier unterschreiben             |
| 4.–8. | 3        | CHU CHU      | The Chase (Zoom Zoom) M/T: Emma Lincoln, Nina Vejen Henriksen, Merle Pi Madsen, Amy Jeyasri Larsen, Christopher Engel Snitkjær | Englisch | Die Verfolgungsjagd (Zoom Zoom) |
| 4.–8. | 5        | RoseeLu      | Real Love M/T: RoseeLu, Anders SG, Anders Bønløkke, Stine Bramsen, Jakob Groth Bastiansen, Joachim Ersgaard                    | Englisch | Echte Liebe                     |
| 4.–8. | 6        | UBLU         | Planetary Hearts M/T: Andreas Darger, Adam Spanggaard Saarup, Martina Nielsen, Marie Rørbæk, Frej Fogh Darger, Emil Emborg     | Englisch | Planetenherzen                  |
| 4.–8. | 8        | Aura Dione   | Mirrorball of Hope M/T: Aura Dione, Alexander Brown, Michelle Leonard, Andres Artiles Jerrik                                   | Englisch | Spiegelkugel der Hoffnung       |

 Kandidat hat sich für das Superfinale qualifiziert.

## Superfinale
Im Superfinale wurde die Abstimmung zurückgesetzt und die dänischen Zuschauer und die Jury wählten Saba zur Gewinnerin des Dansk Melodi Grand Prix 2024.
| Platz | Startnr. | Interpret    | Lied Musik (M) und Text (T)                                                                              | Sprache  | Übersetzung (inoffiziell) | Juryvoting | Televoting | Gesamt |
| ----- | -------- | ------------ | --- | -------- | ------------------------- | ---------- | ---------- | ------ |
| 1.    | 1        | SABA         | Sand M/T: Melanie Wehbe, Jonas Thander, Pil Kalinka Jeppesen                                             | Englisch | Sand                      | 22 %       | 15 %       | 37 %   |
| 2.    | 2        | Basim        | Johnny M/T: Basim, Frederik Nordsø, Frej Randrup Lund, Erika Charlotte Martinez Vest                     | Englisch | –                         | 15 %       | 19 %       | 34 %   |
| 3.    | 3        | Janus Wiberg | I Need Your Love M/T: Janus Wiberg, Nick Tsang, Søren Balsner, Símun Dam, Danny Baldursson, Marius Ziska | Englisch | Ich brauche deine Liebe   | 13 %       | 16 %       | 29 %   |